# Владимиро-Николаевский
Владимиро-Николаевский (баш. Владимир-Николаев) — хутор в Зилаирском районе Республики Башкортостан Российской Федерации. Входит в состав Зилаирского сельсовета.

## География

### Географическое положение
Расстояние до:
- районного центра (Зилаир): 24 км,
- ближайшей железнодородной станции (Сибай): 140 км.

## Население
| 2002 | 2009 | 2010 |
| ---- | ---- | ---- |
| 27   | ↗30  | ↘27  |

Национальный состав
Согласно переписи 2002 года, преобладающие национальности — русские (70 %), украинцы (30 %).